# Genting
Genting est un conglomérat malaisien dont le siège se trouve à Kuala Lumpur. Il est actif dans les loisirs, les jeux, l'énergie et les hydrocarbures.

## Historique
Le 25 juillet 2019, Fox, Disney et Genting parviennent à un accord dans le procès concernent le parc malaisien 20th Century Fox World,.

## Propriétés

### Asie
- Malaisie
  - Genting Highlands
    - First World Hotel & Plaza
    - Genting Grand Hotel
    - Maxims Hotel
    - Crockfords Hotel
    - Theme Park Hotel

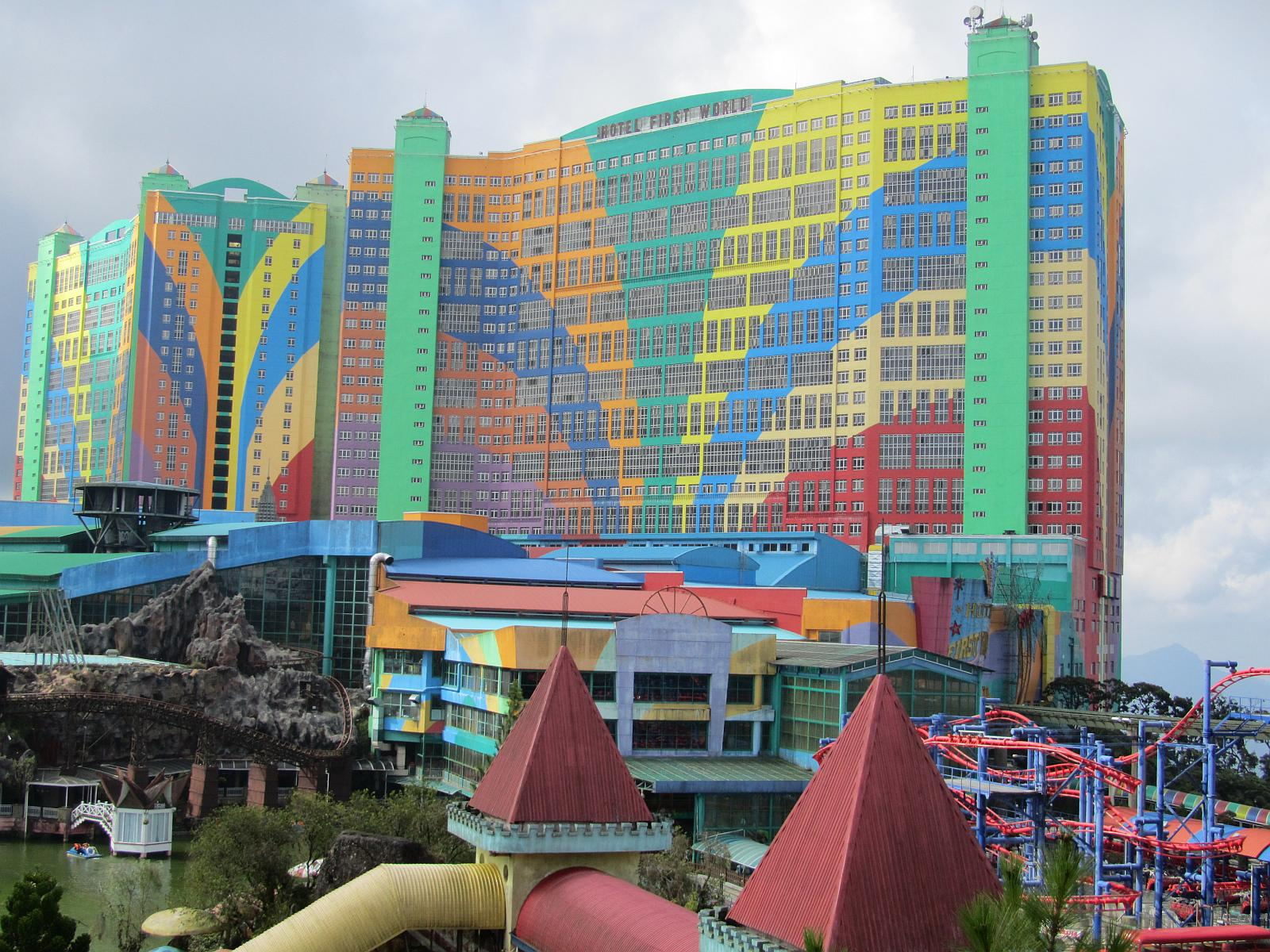
L'hôtel-parc à thème First World Hotel & Plaza de Genting en Malaisie.

    - Genting SkyWorlds (ancien nom : 20th Century Fox World Malaysia)
    - superyacht Tranquility

  - Resorts World Kijal, à Kijal (en) dans le Terengganu
  - Resorts World Langkawi, à Langkawi dans le Kedah

- Singapour
  - Resorts World Sentosa (en) à Sentosa comprenant le parc à thème Universal Studios Singapore
  - Genting Hotel, Jurong

- Hong Kong
  - Genting Hong Kong (en) , holding servant de maison-mère pour les activités de croisières
    - Star Cruises
      - Norwegian Cruise Line
      - Cruises Ferries

    - Crystal Cruises (en)
    - Dream Cruises
    - Lloyd Werft
    - MV Werften

  - Resorts World Manila (en)

- Philippines
  - Resorts World Manila (en)
  - Resorts World Bayshore City (en construction)

- Corée du Sud
  - Resorts World Jeju (en projet)

- Chine
  - Genting Grand Secret Garden

### Europe et Amériques
- Royaume-Uni
  - Resorts World Birmingham (en)
  - Crockfords Club (en), Londres
  - The Colony Club, Londres
  - The Palm Beach Casino, Londres
  - Park Lane Mews Hotel
  - près de 50 Genting Casinos
    - Birmingham (Chinatown, Edgbaston, Star City), Bolton, Bournemouth, Blackpool, Brighton, Bristol, Coventry, Derby, Leicester, Liverpool (Renshaw Street, Queen Square), Luton (2), Manchester, Margate, Newcastle, Nottingham, Plymouth, Portsmouth, Reading, Salford, Sheffield, Southampton, Southport, Stoke-on-Trent, Torquay, Wirral, Westcliff
    - Londres : Cromwell Mint, Genting Chinatown Casino
    - Écosse : Glasgow, Leith, Edinburgh (Fountainpark, York Place)
- États-Unis et Caraïbes
  - Resorts World New York City au sein du Aqueduct Racetrack (en)
  - Resorts World Las Vegas (en projet 2020)
  - Resorts World Miami (en) (en projet)
  - Resorts World Bimini (en)